# Giancarlo Lapi
Giancarlo Lapi (Firenze, 16 marzo 1937 – Firenze, 27 aprile 1987) è stato un arbitro di calcio italiano.

## Biografia
Nel 1986 promosse la nascita di una cordata per l'acquisto della Fiorentina, tramite l'azionariato popolare. La base della proposta era la creazione di una finanziaria, a cui avevano aderito diversi personaggi cittadini di spicco.
Scomparve a seguito di un investimento stradale. Lasciò moglie e due figli.

## Carriera sportiva
Fu inserito nell'organico arbitrale della CAN per la Serie A e B tra il 1974 e il 1979. La prima gara diretta in Serie B fu Taranto-Catanzaro del 22 dicembre 1974 (terminata 0-0). L'esordio in Serie A avvenne in Cagliari-Cesena del 14 dicembre 1975 (terminata 1-2 per i romagnoli).
In totale ha diretto 17 partite nella massima serie e 64 in quella cadetta.
Dal 1988 la sezione dell'AIA di Firenze ha istituito un premio a suo nome, destinato al miglior arbitro effettivo di sezione, a disposizione dell'Organo tecnico sezionale (OTS).